# John Singleton
John Daniel Singleton (Los Angeles, 6 de janeiro de 1968 – Los Angeles, 29 de abril de 2019) foi um cineasta estadunidense.
Após sofrer um AVC e permanecer doze dias em coma no Hospital Cedars-Sinai em Los Angeles, Singleton morreu em 29 de abril de 2019 aos 51 anos de idade.

## Filmografia
- 1991 - Boyz N the Hood
- 1993 - Poetic Justice
- 1995 - Higher Learning
- 1997 - Rosewood
- 2000 - Shaft
- 2001 - Baby Boy
- 2003 - 2 Fast 2 Furious
- 2005 - Four Brothers
- 2011 - Abduction

## Prêmios e indicações
Óscar
- 1991: Melhor direção por Boyz N the Hood (indicado)
- 1991: Melhor Roteiro Original por Boyz N the Hood (indicado)

MTV Movie Awards
- 1991: Melhor diretor estreante por Boyz N the Hood (vencedor)